# Karl Renner
Karl Renner (* 14. Dezember 1870 in Untertannowitz, Mähren; † 31. Dezember 1950 in Wien) war ein österreichischer sozialdemokratischer Politiker (SDAP/SPÖ), Staatsmann und Jurist. Nach dem Ersten Weltkrieg und dem Zusammenbruch der Habsburgermonarchie war er von 1918 bis 1920 als Staatskanzler (Staatsregierung Renner I, Renner II und Renner III) maßgeblich am Entstehen der Ersten Republik Österreich beteiligt. Er leitete die österreichische Delegation bei den Verhandlungen in Saint-Germain. Von 1920 bis 1934 sowie kurzzeitig 1945 war Renner Abgeordneter zum Nationalrat.

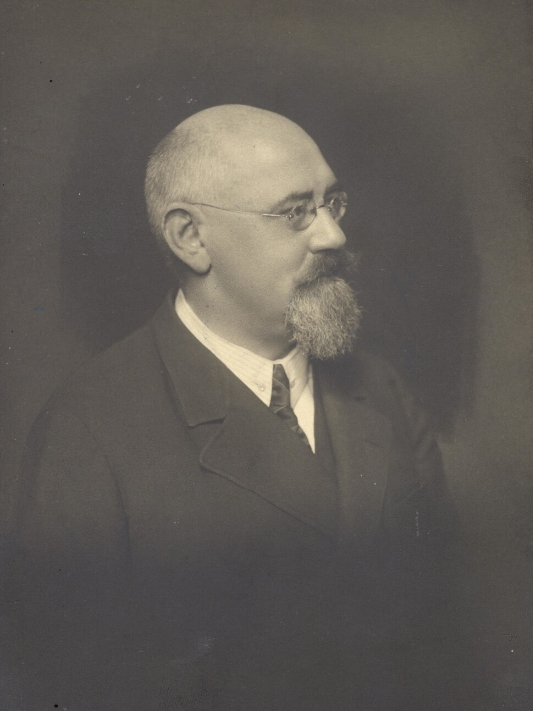
Karl Renner (um 1920)

1931 wurde er Präsident des Nationalrates; sein Rücktritt und der seiner beiden Stellvertreter am 4. März 1933 wurde von Bundeskanzler Engelbert Dollfuß als Selbstausschaltung des Parlaments begrüßt und als Vorwand für die Etablierung der Ständestaatsdiktatur genützt, die von ihren Gegnern als Austrofaschismus bezeichnet wurde.
1938 war er der bedeutendste sozialdemokratische Befürworter des „Anschlusses“ Österreichs an das nationalsozialistische Deutsche Reich und unterstützte im gleichen Jahr auch die Annexion des Sudetenlandes durch NS-Deutschland (vgl. Münchner Abkommen).
Als Österreich als unabhängiger Staat nach dem Zweiten Weltkrieg wiedererrichtet wurde, war er als Staatskanzler der provisorischen Regierung im Alter von 74 Jahren neuerlich einer der Hauptakteure. Von Dezember 1945 bis zu seinem Tod 1950 amtierte er als erster Bundespräsident der Zweiten Republik.
Renner war Anhänger der parlamentarischen Demokratie im Sinne Lassalles und zählte als solcher in seiner Partei zum rechten, pragmatischen Flügel. Dabei hatte Renner immer darauf beharrt, als Marxist zu gelten, wenn auch als ein Marxist eigener Observanz. Renner gilt als fruchtbarer Publizist, dessen Spezialgebiet die Rechtssoziologie war.

## Leben

### 1870–1920: Die frühen Jahre

#### Kindheit und Studium
Karl Renner wuchs in ärmlichen Verhältnissen in dem fast ausschließlich von Deutschen besiedelten Dorf Untertannowitz in Südmähren auf. Mit seinem Zwillingsbruder Anton war er das 17. oder 18. Kind einer Weinbauernfamilie (als Vorname wurde Carl ins Taufregister eingetragen). Renners Elternhaus wurde als Folge von Kinderreichtum und Agrarkrise zwangsversteigert. Die Familienangehörigen zerstreuten sich in die Welt, verteilt auf die verschiedensten Berufe und Lebenseinstellungen, wie es während der sozialen Umschichtung um 1900 typisch war.
Trotz der Armut seiner Eltern konnte er dank eines Stipendiums und „Freitischen“ bei bürgerlichen Familien das Gymnasium besuchen (einer seiner Lehrer war Wilhelm Jerusalem). Den zweistündigen Schulweg von Untertannowitz nach Nikolsburg legte er zu Fuß zurück. Schon als Schüler gab er Nachhilfe und verdingte sich in den Sommerferien als Tagelöhner, um seinen Unterhalt zu bestreiten. Er maturierte in Nikolsburg (Mikulov) mit Auszeichnung und absolvierte von 1891 bis 1896 das Studium der Rechtswissenschaften an der Universität Wien. Renner war 1895 maßgeblich an der Gründung der internationalen Naturfreundebewegung beteiligt, die heute weltweit über 500.000 Mitglieder zählt.
1895, nach dem Abschluss des Studiums, erhielt er auf Empfehlung seines Universitätslehrers Eugen von Philippovich eine befristete Stelle in der Bibliothek des Reichsrates, des Parlaments der österreichischen Reichshälfte. Dort sollte er zunächst den Buchbestand neu aufnehmen, um einen Materialienkatalog in Druck geben zu können, bis er eine definitive Beamtenstelle bekommen würde. Renner willigte ein, da er so Zugang zur Parlamentsdirektion bekam und auch an eigenen Werken arbeiten konnte. So veröffentlichte er als Beamter unter dem Pseudonym „Synopticus“ Staat und Nation – Zur österreichischen Nationalitätenfrage (1899), als „Rudolf Springer“ Der Kampf der österreichischen Nationen um den Staat und als „Josef Karner“ Die soziale Funktion der Rechtsinstitute, besonders des Eigentums (1904).
1896 heiratete Renner Luise Stoisits. Aus der Ehe ging die gemeinsame Tochter Leopoldine (1891–1977) hervor.

#### Sozialdemokratische Arbeiterpartei

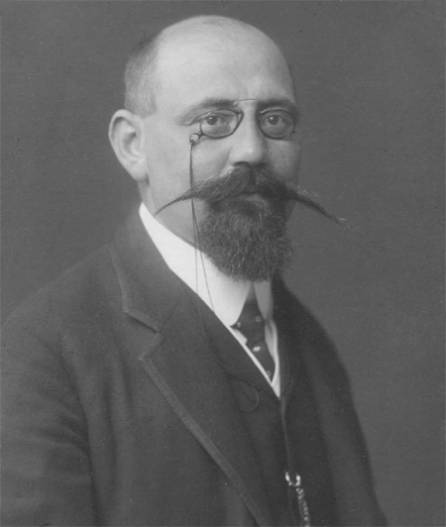
Karl Renner (um 1905)

Nebenberuflich engagierte er sich in der Sozialdemokratischen Arbeiterpartei (SDAP). In seiner ersten großen Arbeit widmete er sich der akuten Nationalitätengemeinde. Sein Lösungsansatz: Die Zugehörigkeit zur Nation soll nicht nach territorialen, sondern nach personellen Gesichtspunkten geregelt werden. „Nation“ war für ihn „kein naturwissenschaftlicher, kein ethnologischer, kein soziologischer, sondern ein politischer Begriff“. Nachdem er realisierte, dass innerhalb der Habsburgermonarchie jede einzelne Nation einen Staat mit eigenen Hoheitsrechten erstrebte, sollte die nationale Frage durch jeweilige Gesetzgebungs- und Vollzugsrechte gelöst werden, so dass die einzelnen Nationen Staatsglieder im Nationalitätenstaat würden: Renner wollte eine Verrechtlichung der nationalen Interessen und damit eine befriedende Kanalisierung der nationalen Konflikte. Vorbilder für seine Reformphantasien der Habsburgermonarchie sah er in den USA und in der Schweiz.
Renner war aber nicht nur sozialistischer Theoretiker, sondern auch sozialistischer Funktionär mit hohem Engagement an der Basis. Nach seiner Wahl in den Reichsrat im Jahre 1907 widmete er sich weiterhin dem Genossenschaftswesen, da er dieses als besonders wichtigen Teil der „sozialistischen Dreifaltigkeit“ (Genossenschaften, Gewerkschaften, Bildungsarbeit) betrachtete. 1910 schrieb er eine umfangreiche Abhandlung über „Landwirtschaftliche Genossenschaften“ und „Konsumvereine“.
1911 wurde er zum Verbandsobmann des Zentralverbandes österreichischer Konsumvereine (ZÖK) gewählt. Um die teilweise finanziell angeschlagenen Genossenschaften von der Abhängigkeit bürgerlicher Großbanken zu befreien, gründete er im Jahr 1912 den Kreditverband der österreichischen Arbeitervereinigungen, der 1922 in die Arbeiterbank umgewandelt wurde. An der „Arbeiterbank AG“ besaßen die sozialistischen Gewerkschaften und die Großeinkaufsgesellschaft für österreichische Consumvereine (GÖC) je 40 % Anteile.
Renners Genossenschaftsarbeit trug messbare Früchte. Sie schuf einen Kreis dankbarer Genossenschafter, auf den er sich immer wieder stützen konnte. Diese grundsätzlich antirevolutionäre Tätigkeit sowie sein Landhaus in Gloggnitz machten ihn, dem tatsächlich „jeder Hang zum gewaltsamen Umsturz fremd“ war, zur Zielscheibe des linken Flügels einer Partei, die zumindest theoretisch auf dem Boden des auf Umsturz ausgerichteten Kommunistischen Manifestes stand. So warf ihm Friedrich Adler, der im Jahr 1917 seinen Mordprozess in eine Abrechnung mit der SDAP umfunktionierte, stellvertretend für den rechten Parteiflügel „biedere Verlogenheit“, „Prinzipienlosigkeit“ und „Gaukelei“ vor. Dieser Vorwurf kann nicht achtlos ignoriert werden, da Renner in einer Parlamentssitzung 1917 vor der Errichtung von Republiken in ganz Europa durch die Franzosen als Untergang der Zivilisation warnte, während er 1919 die Monarchie als „Völkerkerker“ bezeichnete.

#### Politik im Ersten Weltkrieg
Karl Renner war, wie ein großer Teil der deutschösterreichischen Sozialdemokratie, im Krieg Verfechter der Mitteleuropaideen Friedrich Naumanns und wurde von Adler deswegen scharf kritisiert. Renner übersah in seinem Optimismus, dass die Westmächte eine deutsche Hegemonie ablehnten. In einer Sitzung am 13. Juli 1915 sprach sich Renner zwar gegen deutschen Landerwerb im Westen aus, gestand dem Verbündeten aber zu,

„dass das Verhältnis Belgiens so geordnet werde, dass es kein Hindernis künftiger Kriege sei. Im Osten sei nur Annexionsland […]. Man tut dem dauerhaften Frieden keinen Dienst, wenn man nur einen Frieden anstrebt, der nur ein Waffenstillstand ist.“

Einem selbstständigen Polen seien Galizien und Preußisch-Polen anzugliedern, was eine Hegemonie der Mittelmächte voraussetzte.
Renners Forderung nach einer umfassenden territorialen Neuregelung, um einen dauerhaften Frieden zu erreichen, rief die offene Kritik Adlers hervor. Aber auch Adler war wegen der Polenfrage gehindert, frühzeitig das populäre Schlagwort vom Frieden ohne Annexionen aufzugreifen. Anfang 1916 hatte Renner bei Verhandlungen mit deutschen Sozialdemokraten einem mitteleuropäischen Wirtschaftsbund, der Freihandel zuließ, zugestimmt, aber eine politische und militärische Union abgelehnt. Bis dahin glaubte Karl Renner, Chancen auf den Posten des k.k. Ministerpräsidenten, des Regierungschefs von Cisleithanien, zu haben, um dabei die in seinen Büchern entwickelten und ausgearbeiteten Modelle zur inneren Befriedung und Rettung des Vielvölkerstaates zu verwirklichen. Renner fühlte sich dann bei einer Audienz bei Kaiser Karl dazu nicht erkannt beziehungsweise gefördert und wandte sich darauf von Habsburg ab.
Mitte Juni 1917 forderte Renner zusammen mit Karl Seitz im Reichsrat schließlich den Frieden ohne Annexionen und Kontributionen. Zur Stockholmer Friedenskonferenz im Frühsommer 1917 vertrat Renner wie Victor Adler und Wilhelm Ellenbogen die Auffassung, dass ein Frieden nicht auf Kosten der territorialen Integrität der Habsburgermonarchie geschlossen werden dürfe.

#### Staatskanzler, Außenpolitiker und Oppositionsführer

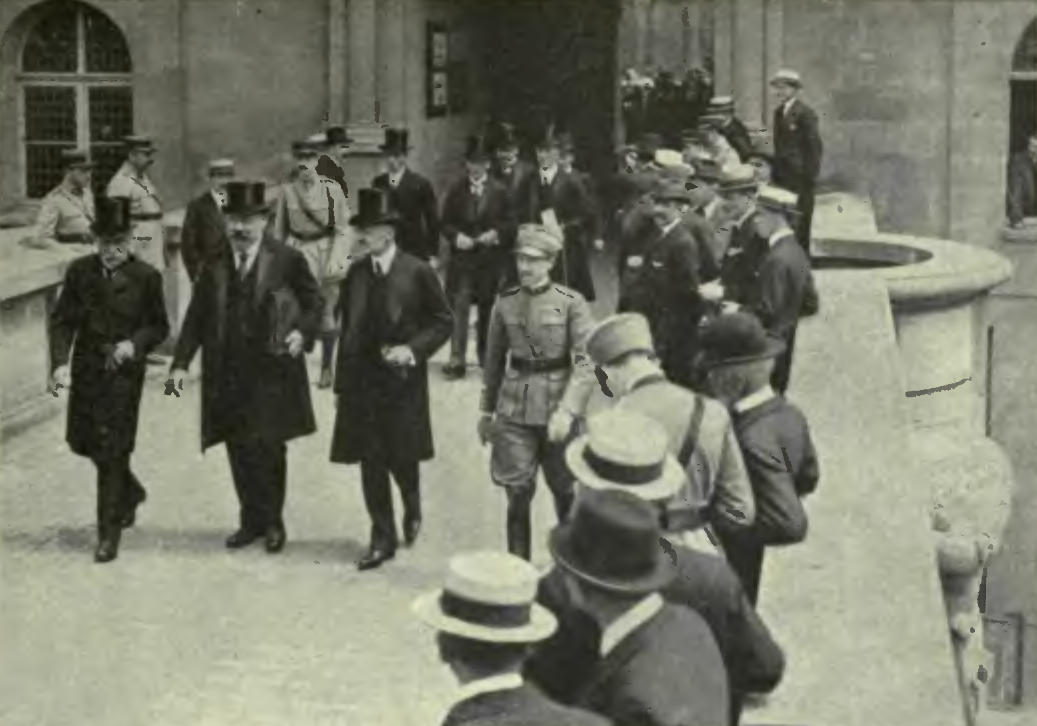
Renner bei den Verhandlungen in Saint-Germain (zweiter von links)

Nach dem Zusammenbruch der Monarchie wurde Renner am 30. Oktober 1918 von der Provisorischen Nationalversammlung für Deutschösterreich zum Staatskanzler gewählt, tags darauf vereidigt, und blieb in dieser Funktion bis 7. Juli 1920. Er hatte wesentlichen Anteil an der formalen Staatswerdung der Republik, am Habsburgergesetz und am Zustandekommen des Bundes-Verfassungsgesetzes. Zuletzt Staatssekretär des Äußeren, schied er wie die anderen Sozialdemokraten am 22. Oktober 1920 aus der Regierung aus (in die er und seine Parteifreunde erst 1945 zurückkehren sollten).
Renner dichtete den Text zur inoffiziellen Hymne Deutschösterreich, du herrliches Land selbst. Er leitete die deutschösterreichische Delegation bei den als Diktat empfundenen Friedensverhandlungen und unterzeichnete am 10. September 1919 den Vertrag von Saint-Germain, der am 21. Oktober von der Konstituierenden Nationalversammlung ratifiziert wurde: Der Staat musste nun Republik Österreich heißen und hatte unabhängig zu bleiben (Anschlussverbot). Die deutsch besiedelten Gebiete in Südtirol, Böhmen, Österreichisch-Schlesien (Sudetenland) und Mähren – der Heimat Renners – waren für den Staat definitiv verloren, Deutsch-Westungarn war aber für Österreich zu gewinnen, jedoch ohne die dafür vorgesehen gewesene Hauptstadt Ödenburg. Mit dem Vertrag von Saint-Germain war ebenfalls die Idee einer Donauföderation vehement bekämpft worden. Renner berichtete, dass vor allem die Italiener gegen dieses zu schaffende Gebilde Einspruch erheben würden.
Das Land besaß seit Sommer 1920 nur mehr eine geschäftsführende Regierung, die Staatsregierung Mayr I, da sich die früheren Koalitionäre nicht mehr auf gemeinsame Regierungspolitik einigen konnten. Allerdings wurde die Arbeit an der Bundesverfassung fertiggestellt und das Bundes-Verfassungsgesetz am 1. Oktober 1920 beschlossen. An diesem Tag hielt die Konstituierende Nationalversammlung ihre letzte Sitzung vor der ersten Nationalratswahl ab.
Siehe:
- Staatsregierung Renner I
- Staatsregierung Renner II
- Staatsregierung Renner III

### Differenzen mit Otto Bauer (1918–1934)
In den beiden ersten, turbulenten Jahren, während derer die SDAP als stimmenstärkste Fraktion die Regierungsverantwortung gemeinsam mit den Christlichsozialen trug, kam es zu keinen wesentlichen Spannungen zwischen ihm und dem stellvertretenden Parteivorsitzenden Otto Bauer, der als Chefideologe der Partei und Führer des linken (marxistischen) Flügels die Partei prägte, während der Parteivorsitzende Seitz sich vorwiegend seiner Aufgabe als Wiener Bürgermeister widmete. Als Bauer gegen den Willen Renners und zahlreicher anderer Funktionäre nach der Wahlniederlage am 17. Oktober 1920 die Partei aber in die Opposition brachte und damit die Verfügung über das Bundesheer abgab, wuchsen die Spannungen.
Sie wurden im Rahmen der Parteidisziplin niemals offen ausgetragen; in Publikationen der Kontrahenten klangen sie 'zwischen den Zeilen' an.
1931 hielt Renner in der Annahme, dass die Wahl des Bundespräsidenten zum ersten Mal in Volkswahl vorgenommen werden würde, eine Rede. Zu einer Volkswahl kam es aber nicht: Wilhelm Miklas wurde vielmehr von der Bundesversammlung am 9. Oktober 1931 zum Bundespräsidenten (wieder)gewählt.

#### Renner und Bauer – unterschiedliches Demokratieverständnis
Unterschiedlich war zunächst die Einstellung zum Staat. Für Marx wie für Otto Bauer galt auch der demokratische Staat lediglich als Repressionsinstrument der herrschenden Klasse. Als solches habe er, so Bauer, zwar auch noch in der Phase der Diktatur des Proletariats eine gewisse Berechtigung; in der zukünftigen sozialistischen Gesellschaft würde diese Krücke aber nicht mehr benötigt, der Staat würde sich auflösen:

„Das [wahre] sozialistische Gemeinwesen setzt sich nicht nur zum modernen Staat, sondern zu allen historischen Staatsformen in Gegensatz.“

Renner wie der Mitgestalter der österreichischen Bundesverfassung, Hans Kelsen, sahen hingegen den Staat als ein zu allen Zeiten und in allen Gesellschaftsformen unverzichtbares Gerüst aus Führungs-, Legislativ-, Exekutiv- und Verwaltungsorganen, das ein Zusammenleben von Menschen in einer größeren Gemeinschaft überhaupt erst möglich mache. Die permanente Adaptierung dieses Gerüstes an die sich wandelnde Gesellschaft sei eine der wichtigsten Aufgaben der Volksvertreter.
Verschiedene Ansichten herrschten auch über den Umgang mit dem Begriff Demokratie. Bauer weigerte sich, die „bürgerliche Demokratie“ mit ihrem Mehrheitsprinzip in „Gegensatz zum Sozialismus und über den Sozialismus zu setzen“. Er plädierte für eine „sozialistische Demokratie“, bei welcher der Wille der Mehrheit nicht grundsätzlich essentiell sei. Der Priorität des Sozialismus setzte Renner, der sich in diesem Punkt neben Hilferding auch auf Kelsen berief, ein uneingeschränktes Bekenntnis zur (bürgerlichen) Demokratie entgegen:

„Unterbinden wir die freie gesellschaftliche Demokratie, so zerstören wir den fruchtbaren Boden, aus dem alles Neue hervorwächst, das soziale Experimentierfeld, von dem aus alle materielle und geistige Verjüngung der Gesellschaft hervorsprießt! Diktatur heißt in allen Formen und unter allen Umständen Verselbständigung des Mittels der Gesellschaft, um es zu deren Herren zu machen. Herrschaft um der Herrschaft willen.“

Auch in der Einstellung zur Partei gab es gravierende Unterschiede. Während Bauer für unbedingten Parteipatriotismus eintrat, meinte Renner:

„Nie ist die Partei das Ganze, nie kann sie das Ganze darstellen oder ersetzen. Das Ganze lebt in der Wechselbeziehung der Parteien zueinander und in dem Widerstreit ihrer Programme, in demselben Für und Wider, das ja den Prozess widerstreitender Erwägungen vor dem Entschluss des Individuums auszeichnet.“

#### Renner und Bauer – unterschiedliche Zukunftsvisionen
Unterschiedlich war auch die Einstellung zur Zukunft. Während Bauer sich mit den real existierenden objektiven Verhältnissen als Voraussetzung für die unausweichliche Revolution abfand, war Renner, ebenso wie Victor Adler, überzeugt, dass man nicht in einer „politischen Warteschleife“ oder „revolutionären Pause“ verharren dürfe, sondern mit welchen Partnern auch immer daran arbeiten müsse, die Voraussetzungen für das Endziel, die sozialistische Gesellschaft, selbst zu schaffen.
Renners Kritik am marxistischen Parteiflügel beruhte auch auf der Überzeugung, dass die Arbeitswelt an der Wende zum 20. Jahrhundert nicht mehr jener Arbeitswelt entsprach, die Marx als Basis für sein Manifest genommen hatte. Er vertrat die Meinung, dass der auf den Industriearbeiter fixierte Proletarierbegriff – im Sinne von Lassalles Perzeption von Werktätigkeit – nun unbedingt auf andere Arbeitsbereiche, vor allem auf die geistige Arbeit, ausgedehnt werden müsse. Dies würde den ökonomischen und gesellschaftlichen Realitäten des modernen Industriestaates mit seiner Verwischung der Klassengrenzen und der sich abzeichnenden eher friedlichen Entwicklung zur klassenlosen Gesellschaft mehr Rechnung tragen. Renner plädierte daher, ebenfalls im Sinne Lassalles, die Gewichte von Revolution in Richtung Evolution und von Konfrontation in Richtung Kooperation zu verschieben und sich auch unter bürgerlichen Mehrheiten konstruktiv ins Politgeschehen einzubringen:

„Die Theorie des Sozialismus hat lange Zeit wie geblendet ausschließlich auf die Entwicklung des Kapitals… gestarrt und erwartet, dass der Sozialismus auf einem bestimmten Punkt dieses Prozesses durch dessen jähen Umschlag in die Welt treten werde… In zweifacher Richtung ist die Einseitigkeit wahrzunehmen: Sowohl rein ökonomisch, indem sie auf den Entwicklungsprozess des Kapitals starrt und von dessen Umschlag die sozialistische Gesellschaft erwartet, als auch rein politisch, indem sie der politischen Revolution des Proletariats die Aufgabe zuschreibt, den Umschlag aus dem Kapitalismus in den Sozialismus künstlich zu beschleunigen und mit einem Schlag zu vollenden. Die eine Richtung fällt leicht in einen politischen Quietismus, die andere in einen politischen Hyperaktivismus. Die letztere hat sich insbesondere ausgewirkt in dem russischen Bolschewismus.“

Dabei ließ Renner offen, wer dem politischen Quietismus verfallen sei; damit war nach herrschender Ansicht Otto Bauer gemeint.

### Renner und die parlamentarische Geschäftsordnungskrise 1933
Renner trat in diesen Jahren immer wieder für eine Zusammenarbeit mit der Christlichsozialen Partei ein. Lediglich im Jahr 1931 sprach er sich im Parteivorstand gegen die von Bundeskanzler Ignaz Seipel angebotene Koalition mit den Christlichsozialen aus.
Im Zusammenhang mit der Geschäftsordnungskrise im März 1933, die von den Christlichsozialen unter Dollfuß zu einem Staatsstreich genutzt wurde (und propagandistisch als „Selbstausschaltung des Parlaments“ bezeichnet wurde), spielte er als erster Präsident des Nationalrates eine umstrittene Rolle. Er ließ sich von Bauer und Seitz überreden, aus abstimmungstechnischen Gründen sein Amt niederzulegen. Nach dem Rücktritt der beiden anderen Präsidenten führte dies zu einer in der Geschäftsordnung unvorhergesehenen Situation. Eine Beilegung dieser Krise wurde jedoch am 15. März 1933 von Dollfuß unter Einsatz der Exekutive unterbunden, die Abgeordneten konnten nicht zusammentreten.
Renner versuchte noch am 4. März durch eine Intervention bei Bundespräsident Wilhelm Miklas auf legalem Wege zu retten, was noch zu retten war. Er erklärte vor dem sozialdemokratischen Parlamentsklub, dass Miklas daraufhin zusagte, für den 5. März eine Obmännerkonferenz einzuberufen. Der Bundespräsident konnte jedoch dem Druck der antidemokratischen Kräfte in der Regierung nicht standhalten. Der damalige dritte Nationalratspräsident, der Deutschnationale Sepp Straffner, berief am 9. März für den 15. März den Nationalrat ein. Die Bundesregierung unter Dollfuß qualifizierte diese Einberufung als verfassungswidrig und kündigte an, „einer drohenden Verfassungsbeugung entgegenzuwirken.“ Die Regierung entsandte daraufhin 200 Kriminalbeamte, welche die sozialdemokratischen und großdeutschen Abgeordneten, die sich am 15. März zur Sitzung versammeln wollten, am Betreten des Sitzungssaales hinderten.

### Renner und der „Anschluss“ an Deutschland
Nach dem „Anschluss“ Österreichs an das Deutsche Reich am 13. März 1938 gab Renner dem Neuen Wiener Tagblatt ein vom NS-Staat autorisiertes Interview, das am 3. April 1938 erschien. In dem Beitrag mit dem Titel „Ich stimme mit Ja“ distanzierte er sich zwar von den Methoden, mit denen der Anschluss erfolgte, erklärte jedoch:

„Trotzdem habe ich seit 1919 in zahllosen Schriften und ungezählten Versammlungen im Lande und im Reiche den Kampf um den Anschluß weitergeführt. Obschon nicht mit jenen Methoden, zu denen ich mich bekenne, errungen, ist der Anschluß nunmehr doch vollzogen, ist geschichtliche Tatsache, und diese betrachte ich als wahrhafte Genugtuung für die Demütigungen von 1918 und 1919, für St-Germain und Versailles. Ich müßte meine ganze Vergangenheit als theoretischer Vorkämpfer des Selbstbestimmungsrechtes der Nationen wie als deutschösterreichischer Staatsmann verleugnen, wenn ich die große geschichtliche Tat des Wiederzusammenschlusses der deutschen Nation nicht freudigen Herzens begrüßte. […] Als Sozialdemokrat und somit als Verfechter des Selbstbestimmungsrechtes der Nationen, als erster Kanzler der Republik Deutschösterreich und als gewesener Präsident ihrer Friedensdelegation zu St-Germain werde ich mit Ja stimmen.“

Renners Angebot an die neuen Machthaber war weiter gegangen; er hatte eine aktive Ja-Kampagne angeboten. Renner unterbreitete dem Wiener NS-Bürgermeister Hermann Neubacher das Angebot, das über das „einfache“ Interview bei weitem hinausging:

„Ja, ich möchte sie bitten, dass sie mir die Möglichkeiten verschaffen, entweder in der Zeitung oder in Aufrufen, die man auf Plakaten drucken könnte, die alten Sozialdemokraten Wiens in meinem Namen aufzurufen, am 10. April für Großdeutschland und Adolf Hitler zu stimmen.“

 Das NS-Regime lehnte aber ab und begnügte sich mit dem einen Zeitungsbericht.
Sowohl 1938 wie auch noch nach 1945 sprach Renner selbst davon, dass er die Erklärungen aus freien Stücken abgegeben habe. Renners Verhalten wurde später oft auch damit entschuldigend zu erklären versucht, dass er mit dieser Erklärung den damaligen Zentralsekretär der Sozialdemokratischen Partei, Robert Danneberg, der mit dem so genannten Prominententransport am 1. April 1938 in das KZ Dachau gebracht worden war, schützen wollte. In der britischen World Review begründete er seine Zustimmung, kritisierte aber gleichzeitig Zwänge eines militärischen Staatssozialismus und ein „umfassendes Rassenregime“. Renners Tochter Leopoldine Deutsch-Renner (1891–1977) emigrierte 1938 mit ihrem jüdischen Mann Hans Deutsch-Renner (1879–1953) und ihren drei Kindern nach London, kehrte aber schon 1939 zu ihrem Vater nach Gloggnitz zurück.
1938/39 verfasste Renner das Manuskript „Die Gründung der Republik Deutschösterreich, der Anschluß und die Sudetendeutschen – Dokumente eines Kampfes ums Recht“, in dem er den „Anschluss“ Österreichs und der sudetendeutschen Gebiete – und auch die Handlungsweise Hitlers und seiner Regierung in diesem Zusammenhang – sehr ausführlich positiv darstellte. Renner lobte darin die „beispiellose Beharrlichkeit und Tatkraft der deutschen Reichsführung“. Das Manuskript blieb damals unveröffentlicht, da Hitler der Herausgabe der Broschüre durch die rasche Annexion des Sudetenlandes zuvorkam. Der Text wurde erst 1990 von Eduard Rabofsky ediert und kommentiert. Anton Pelinka merkte dazu 2009 an, dieser zweite Anpassungsschritt Renners sei von der Sozialdemokratie nach 1945 de facto unterschlagen worden, er sei in keiner der sozialdemokratischen Renner-Hagiographien aufgetaucht. 2012 äußerte der Historiker Oliver Rathkolb, Renner hätte 1945 nicht Staatschef werden können, wäre dieser Text damals bekannt gewesen (siehe Abschnitt Nachwirken).
Zu Weihnachten 1938 wurde Renners Villa in Gloggnitz von Nationalsozialisten attackiert und mit Steinen beworfen, da sich zu dieser Zeit dort auch seine Tochter und der jüdische Schwiegersohn aufhielten. Diese Attacke führte zur Flucht der beiden Anfang 1939.
Renner verbrachte die Zeit der NS-Herrschaft unter Hausarrest in Gloggnitz. Dieser Hausarrest war von den Nationalsozialisten sehr großzügig bemessen worden. Auch war ihm das Schreiben weiterhin erlaubt, und er verfasste (ohne Publikationsmöglichkeit) Das Weltbild der Moderne, ein umfangreiches Versepos in Anlehnung an Lukrez.

### Renner und die Gründung der Zweiten Republik (1945–1950)

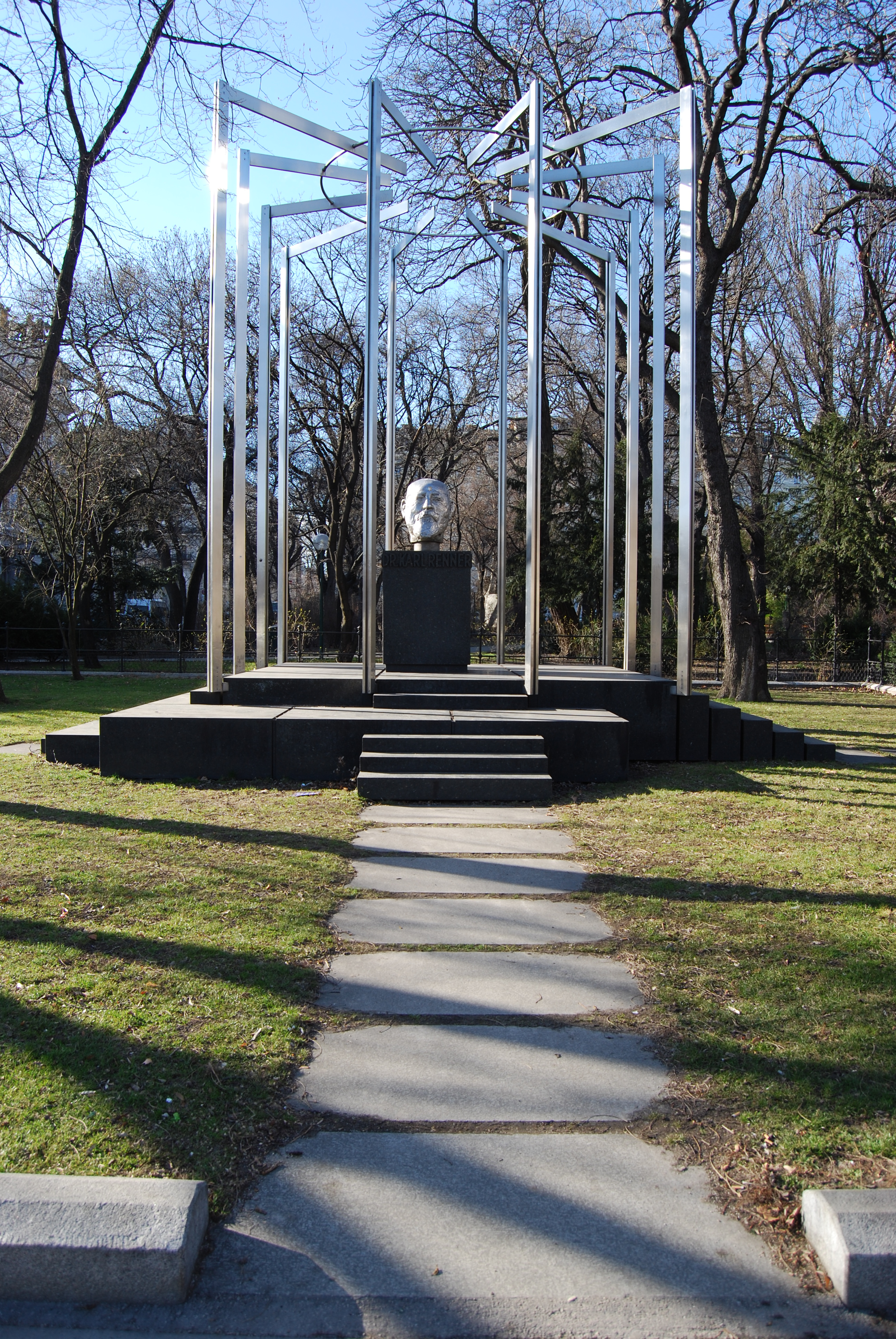
Karl Renner Denkmal, von Alfred Hrdlicka neben dem Parlamentsgebäude in Wien, Rathauspark, Ecke Universitätsring (ehemals Dr.-Karl-Lueger-Ring), enthüllt 1967. Die Büste ist intentioniert nicht mittig, sondern rechts gerückt aufgrund von Renners Zustimmung zum Anschluss Österreichs.

#### Stalin und Renner
Infolge der Weigerung der Auslandsvertretung der österreichischen Sozialisten (AVOES), mit anderen österreichischen Exilgruppierungen zusammenzuarbeiten, konnte während des Krieges keine österreichische Auslandsvertretung oder Exilregierung gebildet werden. Bei Kriegsende bestand in Österreich ein politischer Freiraum, den die sowjetische Regierung so bald wie möglich zur Bildung einer ihr genehmen Regierung nutzen wollte. Ein angeblicher Auftrag zur Suche nach Karl Renner unmittelbar nach dem Einmarsch der ersten Rotarmisten in Österreich seitens Stalins gilt laut zwei renommierten Rennerbiographen nicht als gesichert. Den Westalliierten wurden diese Intentionen verschwiegen, da der Sowjetunion bekannt war, dass sie den Österreichern erst nach Kriegsende und auch dann nur in kleinen Schritten politische Verantwortung übertragen wollten. Stalin fasste den Entschluss, Renner zu beauftragen, auch gegen den Willen der KPÖ. Diese hatte um Zeit für den Aufbau einer neuen Parteiorganisation in Österreich gebeten, da die alte, von Gestapo-Spitzeln unterwanderte Parteiorganisation während des Krieges so gut wie restlos zerschlagen worden war. Dazu meinte der österreichische Marxist Erwin Scharf:

„Dass ausgerechnet Renner, der sich von den Nazis agitatorisch für die Sanktionierung der Okkupation Österreichs hatte missbrauchen lassen, mit der Regierungsbildung beauftragt wurde, blieb unbegreiflich… erst als in späteren Jahren im Politischen Büro der KPÖ das Thema angeschnitten wurde, erhielt ich einige aufklärende Informationen: Tatsächlich waren Franz Honner und andere führenden Funktionäre der KPÖ nicht der Ansicht, dass man nach der militärischen Befreiung sofort eine provisorische Regierung bilden sollte. Denn vorher musste man die demokratischen Organisationen aufbauen, eine feste Einheit aller Demokraten und Patrioten schaffen, den opportunistischen Spreu vom antifaschistischen Weizen scheiden, und dann erst könnte man, gestützt auf die neuen politischen Gruppierungen, eine Regierung bilden. Aber dieser Plan konnte nicht verwirklicht werden. Das Oberkommando der Roten Armee hatte … Dr. Karl Renner eingeladen, eine provisorische Regierung zu bilden.“

1945 stießen sowjetische Soldaten der 103. Gardeschützendivision nach ihrem Vorstoß Richtung Gloggnitz zufällig auf Renner. Er war im Quartier der Roten Armee in Köttlach vorstellig geworden. Die Sowjets meldeten am 4. April nach Moskau, es habe sich ein „stattlicher Greis in strengem schwarzen Anzug als Karl Renner vorgestellt und seine Dienste bei der Wiedererrichtung Österreichs angeboten“. Dazu Renner:

„Ließ ich mich in Verhandlungen ein, so konnte das mit der Einbuße meines guten Namens und mit meiner politischen Ehre endigen und überdies der Sozialdemokratischen Partei … zum Nachteil ausschlagen … nach längerem Ringen entschloss ich mich, alle Risiken auf mich zu nehmen, um möglicherweise doch Österreich die Chance zu geben, die verhängnisvolle Bindung an Hitler-Deutschland selbst zu zerreißen […]. Anderseits war mir klar bewußt, dass ich niemals als Beauftragter Russlands die Mission übernehmen und durchführen konnte. Der Auftrag mußte von Österreich selbst kommen.“

Renner wurde zum Stab der 9. Gardearmee weitergeleitet. Die sowjetischen Truppen nahmen nach Rücksprache mit Stalin in Moskau sein Angebot zur Mithilfe an und wiesen ihm als Sitz das Schloss Eichbüchl bei Wiener Neustadt zu, wo er gemäß Korpskommissar A. S. Scheltow seine Vorschläge bezüglich einer Regierungsbildung zu Papier bringen sollte. Als er wenig später die Aufforderung der Sowjetunion ablehnte, einen Appell an die Rote Armee zu richten, wuchs seine Befürchtung, dass man ihm den Auftrag für die Regierungsbildung entziehen könnte. Er richtete nun einen handschriftlichen Brief an Stalin, der zu Missverständnissen führte. Dieser Brief weist zwar gezielte Schmeicheleien auf, enthält aber keine von der Sowjetunion erwartete Zusage bezüglich der Bildung einer Volksfront mit der KPÖ. Dieser Brief wurde von sowjetischer Seite zwar mit Skepsis aufgenommen, Stalin nahm ihn aber dennoch zum Anlass, Renner mit einer Regierungsbildung zu beauftragen. Es folgten Verhandlungen mit den Interessenvertretungen bezüglich der Zusammensetzung des provisorischen Gremiums, wobei Renner auf die Akzeptanz im Westen zu achten hatte.

#### Haltung der Westmächte
Die Vereinigten Staaten und Großbritannien erfuhren vom sowjetischen Projekt, Provisorische Regierung Österreich, erst am 26. April 1945 am Rande der Außenministerkonferenz. Dort teilte der stellvertretende sowjetische Außenminister Wyschinski seinen britischen und amerikanischen Amtskollegen nur beiläufig mit, dass man am Folgetag in Wien das Kabinett Renner angeloben werde. Zu diesem Zeitpunkt waren die Kämpfe zwischen Truppen der Wehrmacht und der Roten Armee am Stadtrand von Wien noch in vollem Gange. Die Briten legten unverzüglich Protest ein. Die USA schlossen sich diesem Protest nicht an, verweigerten jedoch Renners Ministerriege ebenso die Anerkennung wie die Briten.
Am 27. April wurde Renner und sein Team von Marschall Tolbuchin, dem Oberkommandierenden der in Österreich südlich der Donau operierenden 3. Ukrainischen Front, offiziell empfangen. Mit 29 Mann und einer Frau nahm man unverzüglich die Arbeit im Parlament auf. Als wichtigste Aufgabe hatte die Sowjetunion dem provisorischen Kabinett die Vorbereitung bundesweiter Wahlen anbefohlen. Dieses Vorhaben wurde auch von den (provisorischen) Landeshauptleuten der westlichen Bundesländer unterstützt. Dort hatte der provisorische Landeshauptmann von Tirol Karl Gruber eine Initiative für ein ungeteiltes Österreich gestartet und seine Kollegen im Westen Österreichs für eine Zusammenarbeit mit Karl Renner und seiner provisorischen Regierung gewonnen. Nach zähen Verhandlungen erklärten sich am 20. September die Briten bereit, die Blockade der Wahlen aufzugeben und der provisorischen Regierung zumindest bezüglich von Wahlen eine Kompetenz über ganz Österreich zuzubilligen. Sie waren auch mit einer Länderkonferenz zur Wahlvorbereitung einverstanden.

#### Entscheidung der Länderkonferenz
Am 26. September 1945 stand auf dieser Länderkonferenz noch einmal alles auf des Messers Schneide. Die kommunistischen Mitglieder der provisorischen Regierung weigerten sich, den Vertretern der westlichen Bundesländer Kabinettsposten einzuräumen, die Konferenz stand knapp vor dem Abbruch. Es war dann der sozialdemokratische Bürgermeister von Linz, Ernst Koref, der jenen Kompromissvorschlag einbrachte, der schließlich auch von der KPÖ angenommen wurde. Der Weg für bundesweite, freie Wahlen war nun geebnet. Sie brachten am 25. November 1945 aber nicht, wie von der Sowjetunion erwartet, die absolute Mehrheit für SPÖ (44,6 %) und KPÖ (5,4 %) und die Chancen auf eine österreichweite Volksfront, sondern die absolute Mandatsmehrheit für die ÖVP (49,8 % der Stimmen).
Die USA und Großbritannien zeigten sich bezüglich des Wahlergebnisses erfreut und zögerten auch nicht mit der Anerkennung des Konzentrationskabinetts Figl. Die enttäuschte Sowjetunion hingegen gab der neuen Bundesregierung erst nach dem Austausch dreier ÖVP-Bundesminister ihren Segen. Auf die Spitzengliederung der KPÖ hatte der Wahlausgang vom 25. November 1945 keinen Einfluss. Die Sowjetunion berücksichtigte, dass Koplenig und Genossen eindringlich genug vor Renner und frühen Wahlen gewarnt hatten. Mit dieser Wahl wurde der Grundstein für den „Sonderfall“ Österreich gelegt, ein Status, der dem Land bereits 1955 die volle Souveränität brachte.
Karl Renner wurde am 20. Dezember 1945 von der Bundesversammlung zum ersten Bundespräsidenten der Zweiten Republik gewählt und blieb dies bis zu seinem Tod am 31. Dezember 1950.

#### Tod und Posthumes

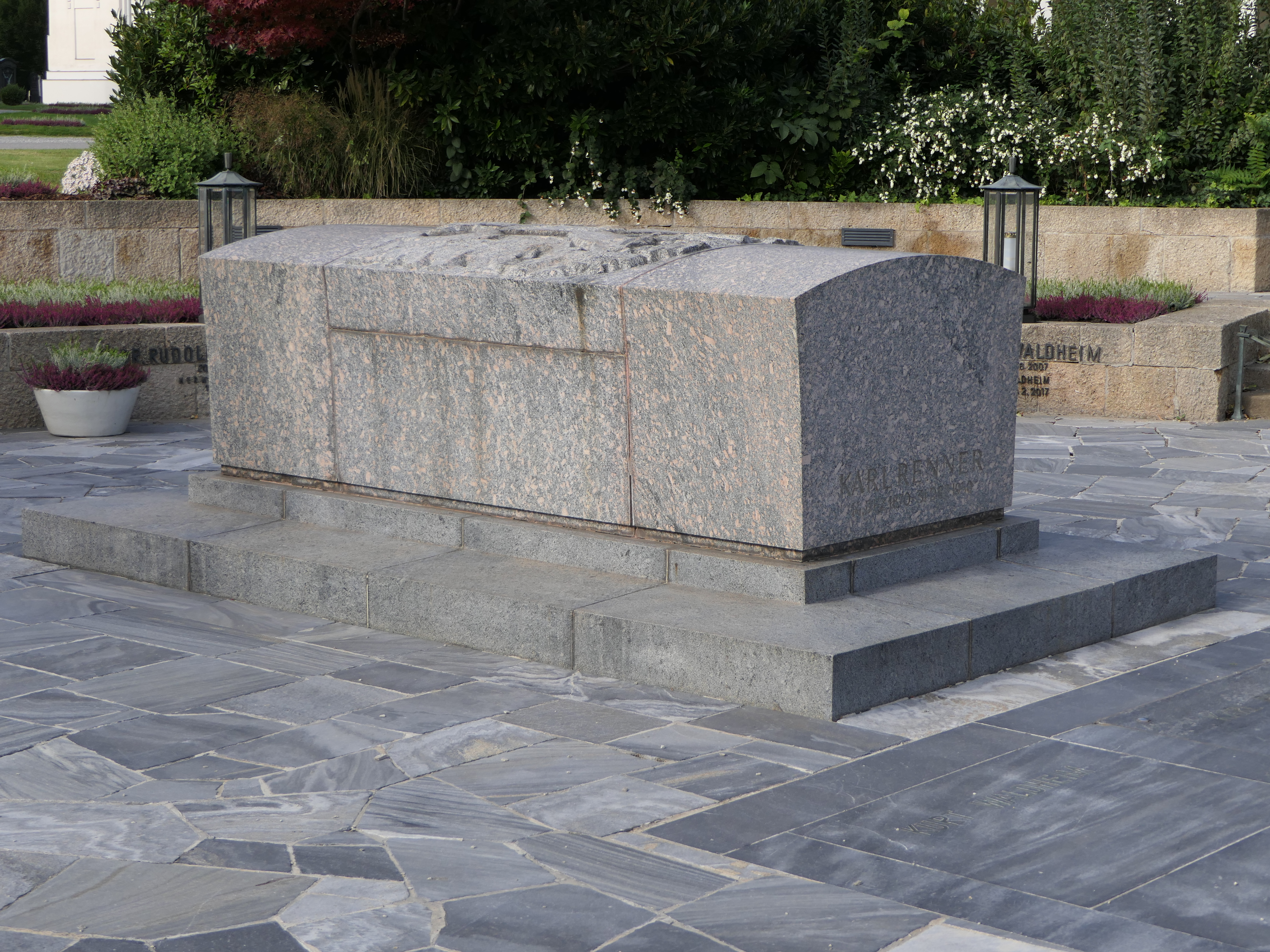
Grab von Karl Renner

Renner erlitt am Weihnachtsabend 1950 einen Schlaganfall. Am 31. Dezember um 1 Uhr nachts starb er. Er wurde in der Präsidentengruft des Wiener Zentralfriedhofs bestattet.

## Antisemitismusvorwürfe

### Debatte über Nationalratsreden in den 1920ern
Im Jahr 2012 machte der Historiker und ÖVP-Politiker Franz Schausberger auf seiner Meinung nach antisemitische Äußerungen Karl Renners aufmerksam und forderte nach der Umbenennung des Dr.-Karl-Lueger-Rings in „Universitätsring“ auch die Umbenennung des Dr.-Karl-Renner-Rings in „Parlamentsring“, wie dieser Abschnitt des Rings bis 1956 hieß.
Schausberger wies darauf hin, dass Renner in seinen Parlamentsreden „den Begriffen „jüdisch“ oder „Juden“ einen negativen Drall“ gegeben habe. Renner ging es, laut Schausberger, nicht darum „das Großkapital, den Manchesterliberalismus generell und die Banken zu kritisieren, es ging ihm immer um das „jüdische Großkapital“ um die „jüdischen Banken“ und den „jüdischen Manchesterliberalismus“.“ Auch sei es Renner 1920 nicht um Schleichhändler in Wien generell gegangen, „es waren immer die „jüdischen Schleichhändler“, die er anklagte, obwohl eine große Zahl nichtjüdisch war.“ Renner nannte Ignaz Seipel einen „Judenliberalen in der Soutane“ und warf ihm unter anderem vor „die Unterordnung des ganzen Kleinbürgertums unter die Führung des jüdischen Großkapitals, zur Tatsache zu machen, … indem Sie endlich auf den Thron unserer Finanzen das edle Paar gesetzt haben: Christ und Jud, Doktor Gürtler und Dr. Rosenberg.“
Diese Zitate waren laut Kritikern grob aus dem Zusammenhang gerissen. Vor allem bezogen sich diese sarkastischen Ausführungen Renners auf den antisemitischen Wahlkampf der Christlichsozialen bei der Nationalratswahlen 1920. Darin wurde ständig eskalierend von der Christlichsozialen Partei und den Deutschnationalen vor allem das antisemitische und antisozialdemokratische Feindbild der „verjudeten Sozialdemokratie“ bemüht und gegen ostgalizische jüdische Kriegs- und Pogromflüchtlinge agitiert. Dieser beißende Sarkasmus in Renners Parlamentsrede wurde in der Wahrnehmung der Zeit scheinbar verstanden, denn die jüdische Zeitung „Die Wahrheit“ schrieb über Renners Ausführungen: „Nie wurde mit weniger Worten mehr Wahrheit über den Wiener Antisemitismus gesagt als in dieser denkwürdigen Rede Dr. Renners“. Schausberger wurde unter anderem vom Historiker Oliver Rathkolb dafür kritisiert, dass er die zitierten Reden im Nationalrat verkürzt dargestellt habe und diese sich im Volltext anders darstellen. Allerdings habe Renner seine Polemiken übertrieben und antisemitische Stereotype in Beziehung mit der antisemitischen Politik Leopold Kunschaks gesetzt. Weiters meinte Rathkolb zu Schausbergers Vorwürfen: „Es gibt einen Unterschied zwischen antisemitischen Zurufen in einer Debatte durch Renner, die teilweise, aber nicht immer, provozierend gegen Leopold Kunschak gemeint waren, und Luegers Strategie. Das Gesamtprofil des Antisemitismus Luegers mit Renner gleichzusetzen ist schlicht und einfach falsch.“
Ludwig Dvorak, Chefredakteur des sozialdemokratischen Monatsmagazins „Zukunft“, bezeichnete Schausbergers Aussagen als „Erwiderung auf den Beitrag von Kurt Bauer über Leopold Kunschaks Antisemitismus“ und als „Entlastungsangriff gegen Karl Renner“ und meinte, dass „Zitate durch Auslassungen verfremdet oder aus dem Kontext gerissen“ seien. Schausberger habe sarkastische Kritik Renners an der Judenfeindlichkeit der Christlichsozialen Partei als dessen eigene antisemitische Aussagen umgedeutet.
Der Journalist und Politikwissenschaftler Herbert Lackner meinte: „Was der 1870 in Mähren geborene Jurist in den 1920er Jahren im Nationalrat von sich gab, steht den antisemitischen Sagern des notorischen Wiener Bürgermeisters Karl Lueger nicht nach. […] Renners Antisemitismus hatte wieder andere Wurzeln: Er verschmolz mit jenem verschwörungstheoretisch aufgeladenen Antikapitalismus, den sowohl die Linke wie auch die extreme Rechte pflegten, zu einem bösen Konglomerat“.

### Das „jüdische Großkapital“
Der sozialdemokratischen Agitation im Österreich und Deutschland der 1920er war gemein, dass sie immer wieder das Vorurteil des „jüdischen Großkapitals“ für sich nutzte und dadurch auch verstärkte. Im Gegensatz zum programmatischen Antisemitismus eines Karl Lueger habe der Antisemitismus für Renner laut Rathkolb keine öffentliche politische Kategorie dargestellt. Der britische Historiker Robert Knight stellte fest, er würde „Renner nicht glatt als Antisemiten bezeichnen, weil es gar nicht der Kern seiner Weltanschauung war. Er war nicht ein ideologischer Antisemit im Unterschied zu Kunschak oder Lueger.“ Renner habe das Judentum nicht als Kollektiv angegriffen.
Rathkolb führte bereits 2005 zum Thema SDAP und Antisemitismus bzw. zu Renners Abneigung gegen die Rückkehr jüdischer Exilanten 1945 allgemein an, in der latent antisemitischen Stimmung der Ersten Republik sei die Sozialdemokratie „in der Propaganda der Christlichsozialen und Deutschnationalen zur Judenpartei stigmatisiert“ worden, „während die Arbeiterpartei ihrerseits in der antikapitalistischen Argumentation nicht vor antisemitischen Übergriffen zurückschreckte“.
Der Sozialphilosoph Norbert Leser, der mit der Familie Renner eng verbunden war, verteidigte Renner und meinte: „Wenn Renner im Zusammenhang mit der Genfer Sanierung 1922 und dem damit verbundenen Völkerbunddiktat von einer jüdischen Finanzmacht sprach, so bediente er damit keine antisemitischen Klischees, sondern stellte nur eine Tatsache fest.“

### Ausgrenzung jüdischer Heimkehrer und Holocaustüberlebender nach 1945
Die von Renner mitentworfene und als Erstunterzeichner unterschriebene Österreichische Unabhängigkeitserklärung vom 27. April 1945 erwähnte das Schicksal der jüdischen Österreicher in der NS-Diktatur nicht, hauptsächlich um die damals gängige Opferthese zu stützen und etwaige Reparationszahlungen an die Opfer des Nationalsozialismus hintanzustellen. Der Anteil der Österreicher als Täter wurde auf die „Reichsdeutschen“ abgewälzt, die Aufarbeitung der nationalsozialistischen Verbrechen an österreichischen Juden als Sache der meist „reichsdeutschen“ Nationalsozialisten mithilfe „illegaler“ österreichischer Mitläufer dargestellt. Die Frage der kollektiven Schuld und die Aufarbeitung der Verbrechen wurde somit aus dem Bewusstsein der neuen Republik gestrichen, was Renner mit den Worten verdeutlichte: „Für den Judenschaden soll grundsätzlich die Volksgesamtheit nicht haftbar gemacht werden“. Vertriebene bzw. geflüchtete jüdische Österreicher wurden nur in Ausnahmefällen zur Rückkehr eingeladen. Hinsichtlich der Wiedergutmachung wollte es Renner auch grundsätzlich erst gar nicht einsehen, dass man „jeden kleinen jüdischen Kaufmann oder Hausierer“ entschädigt.
Als Staatskanzler der Provisorischen Staatsregierung ging Renner bei der 28. Kabinettsratssitzung vom 29. August 1945 in einem langen Debattenbeitrag über Probleme mit den „kleinen“ Nationalsozialisten auch kurz auf die Juden ein, ohne dies weiter zu vertiefen:

„Ich finde, dass wir in Bezug auf die Behandlung des Naziproblems in eine kritische Situation kommen. Ich will nicht behaupten, daß ich damit Recht habe, aber die Sache ist nach meinem Gefühl doch so, daß alle diese kleinen Beamten, diese kleinen Bürger und Geschäftsleute bei dem seinerzeitigen Anschluß an die Nazis gar nicht weit tragende Absichten gehabt haben – höchstens, daß man den Juden etwas tut –, vor allem aber nicht daran gedacht haben, einen Weltkrieg zu provozieren.“

Laut Siegfried Nasko und Johannes Reichl war dies eine unglaubliche Entgleisung Renners und zeigt dessen Unverständnis für das Schicksal der Juden, nach den Naziverbrechen beziehungsweise dem Holocaust auszusprechen, so als wäre das gar nichts, dass man „den Juden etwas tut“.
Im Februar 1946 nahm Bundespräsident Renner in einer Ansprache vor dem Palästina-Komitee zur Zukunft von Österreichs Juden unter anderem so Stellung:

„… die jüdische Gemeinde kann sich nie erholen. (…) glaube ich nicht, daß Österreich in seiner jetzigen Stimmung Juden noch einmal erlauben würde, diese Familienmonopole aufzubauen. Sicherlich würden wir nicht zulassen, dass eine neue jüdische Gemeinde aus Osteuropa hierher käme und sich hier etablierte, während unsere eigenen Leute Arbeit brauchen.“

Maximilian Gottschlich schrieb 2012: „Das antisemitische Übel saß aber nicht nur in den nachgeordneten Ämtern, sondern auch ganz oben in der Staatskanzlei. Die Österreicher würden Juden nicht noch einmal erlauben, sich in Österreich zu etablieren – das konnte damals der höchste Repräsentant des neu gegründeten Staates sagen und sich zugleich der mehrheitlichen Zustimmung der Bevölkerung und der politischen Klasse sicher sein.“ Von den rassisch Verfolgten war sonst nicht die Rede. Gottschlich: „Um sich selbst als Opfer definieren zu können, musste man die Holocaust-Opfer aus der öffentlichen Wahrnehmung ausblenden.“
Renners Antisemitismus befand sich damals im Mainstream der öffentlichen Meinung. Er wurde von der Renner-Forschung ansonsten kaum speziell thematisiert. Andreas Mailath-Pokorny bedauerte 2013, dass es zu Renner wenige historische Arbeiten gebe, und forderte eine Intensivierung der historischen Forschung.
Eine persönliche Stellungnahme zu Renner gab Marko Feingold, KZ-Überlebender und Präsident der Israelitischen Kultusgemeinde Salzburg, 2013 in einem Interview anlässlich seines 100. Geburtstags ab:

„Ich habe einen Zorn auf Renner, er musste als Politiker genau gewusst haben, was in Deutschland passiert ist. Renner war aber begeisterter Befürworter des ‚Anschlusses‘ an Hitler-Deutschland.“

Im Jahr 2018 sagte Feingold bei einem Interview in der Kronenzeitung:

„Karl Renner, immerhin erster Bundespräsident der Zweiten Republik, war in der Partei schon lange bekannt gewesen als Antisemit. Er hat uns KZ’ler nach dem Krieg nicht in Wien haben wollen und er hat auch offen gesagt, dass Österreich ‚denen‘ nichts zurückgeben werde.“

In einem Nachwort in einer aktuellen Broschüre über Karl Renner aus dem Jahr 2020 schreibt Anton Pelinka:

„Aber war Karl Renner Antisemit? Die Antwort ist nein, wenn man diese Frage im Kontext der Zeit beantwortet. Renner spielte zwar in seiner politischen Rhetorik mit antijüdischen Stereotypen. Wenn das Antisemitismus ist, dann war Karl Kraus, der schärfste Kritiker des Nationalsozialismus (und selbst Jude), erst recht Antisemit - ganz zu schweigen von den Bischöfen der Katholischen Kirche in Österreich, jedenfalls bis 1945.“

In dem 2023 erschienenen umfassenden Werk über Österreich schrieb der amerikanische Historiker John W. Boyer über Karl Renners vermeintlichen Antisemitismus:

„Schausberger’s suggestion that Renner was a personal and practicing anti-Semite is not convincing, although he was opportunistic in deploying anti-Jewish allusions when it served his purpose to embarrass the Christian Socials." („Schausbergers Behauptung, Renner sei ein persönlicher und praktizierender Antisemit gewesen, ist nicht überzeugend, obwohl er opportunistisch antijüdische Anspielungen einsetzte, wenn es seinem Ziel diente, die Christlichsozialen in Verlegenheit zu bringen.“)“

## Nachwirkungen
- Renner ist im Ausland vor allem als einer der Gründungsväter der Rechtssoziologie bekannt. Eine Plakette mit seinem Namen findet sich unter jenen der 15 bedeutendsten Rechtssoziologen, welche die Wände des International Institute for the Sociology of Law in Oñati (Gipuzkoa, Spanien) schmücken. Diese Stellung beruht unter anderem auf seiner frühen Schrift über die soziale Funktion der Rechtsinstitute des Privatrechts (1904) und auf den Bemühungen (gemeinsam mit Otto Bauer), die Rechte ethnischer Minderheiten zu sichern.
- Renner verkörperte in der Sozialdemokratie am ehesten den charismatischen Politiker, mit populistischen Appellen an die „Volksseele“, eine Strategie, die Victor Adler ablehnte. Friedrich Adler bezeichnete ihn schon 1917 als Lueger der Sozialdemokratie.[71] Bruno Kreisky bezeichnete Renner als einen Politiker, der sich „wie ein Rohr im Wind“ bewegt habe, was eine Erklärung für die politische Elastizität Renners 1938 und 1945 sein könnte.[55]
- Bruno Kreisky bezog sich in seiner Regierungszeit stark auf das politische Denken und Handeln Karl Renners.[72] Öffentlich nannte er sich 1979 bei einer Enthüllung einer Gedenktafel für Karl Renner in Gloggnitz selbst einen „Schüler und Jünger des großen Staatsmannes Dr. Karl Renner“.[73]
- 1964 kam es in Vorarlberg zur sogenannten Fußachaffäre, als im Verantwortungsbereich von SPÖ-Verkehrsminister Otto Probst ein Bodenseeschiff (die spätere MS Vorarlberg) auf den Namen Karl Renner getauft werden sollte. Von den Vorarlbergern wurde nicht primär die Wahl des Namens an sich bekämpft, sondern das Ignorieren der diesbezüglichen Wünsche und Bedenken der Vorarlberger durch die „Wiener Zentralisten“.
- Im Zusammenhang mit der 2012 vorgenommenen Umbenennung des Dr.-Karl-Lueger-Rings thematisierte Rathkolb, Vorsitzender der im Auftrag des Kulturstadtrates tätigen Historikerkommission zu strittigen Straßennamen, die allfällige Umbenennung des südlich anschließenden Dr.-Karl-Renner-Rings. Renner trat, wie seit langem bekannt, kurz nach dem „Anschluss Österreichs“ 1938 in einer Medienerklärung für ein Ja bei der inszenierten „Volksabstimmung über die Wiedervereinigung Österreichs mit dem Deutschen Reich“ ein. Nach Rathkolb habe er außerdem zur Zerschlagung der Tschechoslowakei 1938 pronazistische Polemik verfasst. Wäre diese seinerzeit nicht unveröffentlicht geblieben, sondern 1945 schon bekannt gewesen, „hätte er nicht Staatschef werden können“. Der Historiker konnte sich daher mit der Idee anfreunden, den Renner-Ring beispielsweise in Parlamentsring umzutaufen.[74] Rathkolbs Hinweis wurde nicht aufgegriffen.
- Der Historiker und wissenschaftliche Leiter des Karl-Renner-Museums in Gloggnitz fasst die Bedeutung Karl Renners in der aktuellen Salzburger Straßenbenennungsdebatte in Bezug auf die Geschichte Österreichs im 20. Jahrhundert wie folgt zusammen: „Eine Beschäftigung mit Renner wird weiterhin jenseits von Verdammung und Hagiografie notwendig sein. Für die Existenz (1918) und Wiedererrichtung (1945) der demokratischen Republik ist er maßgeblich verantwortlich, somit auch für ihre Verdienste und Mängel. Daher gilt es, seine Leistungen zu würdigen und die Schatten auszuleuchten; Daher wird über Renner immer wieder partei- und geschichtspolitisch gestritten werden, wie es einer demokratisch-republikanischen Gedenkkultur gut ansteht.“[75]
- In einem Beitrag für die Zeitschrift Tagebuch – Zeitschrift für Auseinandersetzung (Nachfolgeprojekt des Wiener Tagebuchs), setzte der Wiener Historiker und Erwachsenenbildner John Evers Renners „fundamentale Fehleinschätzungen“ an Wendepunkten der österreichischen Geschichte in einen Kontext mit dessen eigenwilliger, „staatsintegrativer“ Linie. Renner habe demnach tatsächlich geglaubt, durch seine Rechtfertigung des Kriegsdienstleistungsgesetzes (1912) die Legalität der politischen Arbeit zu sichern, ebenso 1917/18 die wachsende Stimmung gegen den Krieg und den Habsburgerstaat verkannt und schließlich 1933/34 sowie 1938 versucht, den völlig kompromisslosen Regimen ideologisch entgegenzukommen. Real war Renner dadurch gleichzeitig – so Evers – die meiste Zeit seiner politischen Laufbahn am Rande der österreichischen Sozialdemokratie gestanden. Während Renners Konzeptionen vor 1945 letztlich sogar im Widerspruch zum antifaschistischen Engagement der Partei standen, fügten sie sich hervorragend in die Entwicklung der Nachkriegssozialdemokratie zur „Staatspartei“ ein.[76]

## Ehrungen

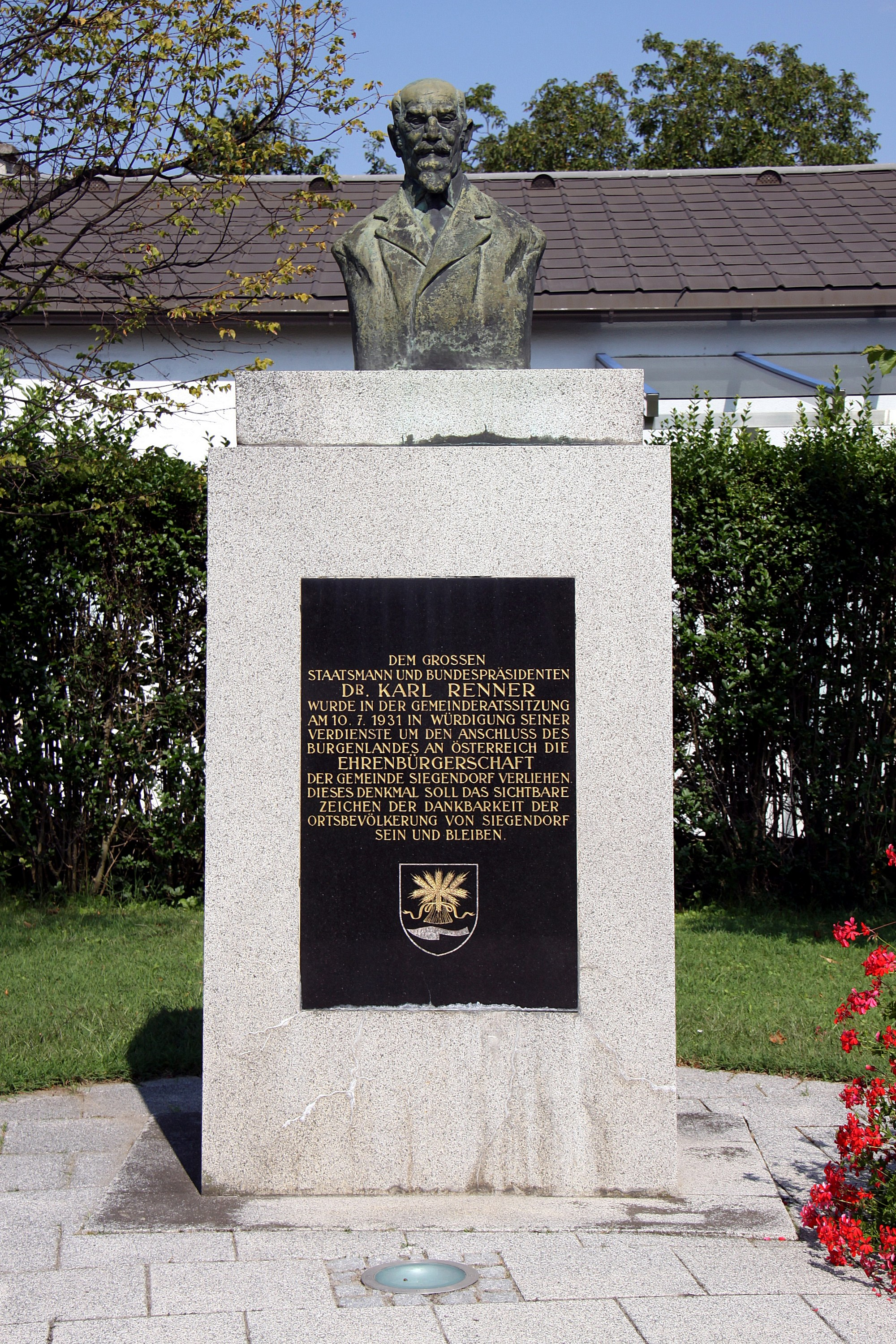
Karl-Renner-Denkmal in Siegendorf, Burgenland

- 1945: Umbenennung der Staatsbrücke in Gloggnitz in Dr.-Karl-Renner-Brücke
- 1948 und 1949: Nominierung für den Friedensnobelpreis[77]
- 1951: Karl-Renner-Preis der Stadt Wien
- 1956: In Wien Innere Stadt (1. Bezirk) wurde ein Teil der Wiener Ringstraße in Dr.-Karl-Renner-Ring umbenannt.
- 1964: Dr.-Karl-Renner-Publizistikpreis
- 1967: Dr.-Karl-Renner-Denkmal von Josef Krawina
- 1970: 50-Schilling-Silbermünze zum 100. Geburtstag
- 1972: Die Politische Akademie der SPÖ im Schloss Altmannsdorf in Wien nennt sich Dr.-Karl-Renner-Institut.
- 1979: In der Renner-Villa Gloggnitz wurde ein Dr.-Karl-Renner-Museum eingerichtet.

## Schriften
Renners Pseudonyme waren Synopticus, Josef Karner und Rudolf Springer.
- Staat und Nation. Wien 1899 (als Synopticus)
- Österreichs Erneuerung. Wien 1916
- Die Rechtsinstitute des Privatrechts und ihre soziale Funktion. Ein Beitrag zur Kritik des bürgerlichen Rechts. (als Josef Karner) Tübingen 1929
- Wege der Verwirklichung. Berlin 1929
- Mensch und Gesellschaft. Wien 1952
- Wandlungen der modernen Gesellschaft. Wien 1953
- Das Weltbild der Moderne. Wien 1954
- Schriften. Salzburg 1994
- An der Wende zweier Zeiten. Lebenserinnerungen von Karl Renner, Wien 1946
- Die Gründung der Republik Deutsch-Österreich, der Anschluß und die Sudetendeutsche Frage. geschrieben 1938/39, ediert und kommentiert von Eduard Rabofsky, Wien 1990 (bis 1990 unveröffentlicht)